# Stazione di Villaverla-Montecchio
Stazione di Villaverla-Montecchio vasútállomás Olaszországban, Veneto régióban, Montecchio Precalcino településen.

## Vasútvonalak
Az állomást az alábbi vasútvonalak érintik:
- Vicenza-Schio-vasútvonal

## Kapcsolódó állomások
A vasútállomáshoz az alábbi állomások vannak a legközelebb: 
- Stazione di Thiene
- Stazione di Dueville